# Leptodactylodon axillaris
Leptodactylodon axillaris är en groddjursart som beskrevs av Jean-Louis Amiet 1971. Leptodactylodon axillaris ingår i släktet Leptodactylodon och familjen Arthroleptidae. IUCN kategoriserar arten globalt som starkt hotad. Inga underarter finns listade i Catalogue of Life.